# Hemipterodes flavida
Hemipterodes flavida là một loài bướm đêm trong họ Geometridae.